# Gashi Pandita
Gashi Pandita (Gönpo Ngödrub Rabten) (18e eeuw) was een Tibetaans minister en tijdens een korte overgangsperiode regent in Tibet. Hij was een neef of broer van Khangchenne.

## Levensloop

### Minister
Gashi Pandita was minister van de regering van Tibet tijdens Gyurme Namgyal, die feitelijk opereerde als koning van Tibet.
Toen Gyurme Namgyal op 11 november 1750 door de twee Chinese ambans Fucin en Labdon werd vermoord, werd hij door de ambans gesommeerd de regeringszaken provisorisch over te nemen en in Lhasa voor rust en orde te zorgen. De verbouwereerde minister zocht echter eerst de zevende dalai lama op voor raad.
In deze tijd van beraadslagingen brak het oproer in Lhasa van 1750 uit, onder aanvoering van Lobsang Trashi die het als enige was gelukt de residentie van de ambans via een sprong uit het venster levend te verlaten. Gashi Pandita had geen mogelijkheid om in te grijpen, omdat zich geen reguliere troepen van het Tibetaanse leger in Lhasa ophielden. Het oproer kostten de beide Chinese ambans, 51 Chinese militairen en 77 Chinese burgers het leven.

### Regent van de overgangsregering
Twee dagen na de dood van Gyurme Namgyel en de ambans, op 13 november 1750, werd Gashi Pandita door de zevende dalai lama tot voorlopige regent benoemd. Gashi Pandita kreeg de opdracht de regering te leiden tot binnenkomst van de uiteindelijke beschikkingen van de keizer. Tegelijkertijd vaardigde de dalai lama een proclamatie uit, waarin hij alle Tibetanen verbood Lobsang Trashi en zijn aanhangers te ondersteunen.
Nadat Lobsang Trashi en zijn gevolg geen ondersteuning van de zijde van de Tibetaanse adel en leden van de regering hadden gekregen, vluchtten zij met een buit van 85.000 tael richting Dzjoengarije. Op 21 november 1750 kon Gashi Pandita de dalai lama meedelen dat Lobsang Trashi en veertien van zijn aanhangers waren gevangengenomen. Eveneens was een groot deel van het geroofde geld veiliggesteld.
Bij binnenkomst van Bande, de Chinese vertegenwoordiger van het gebied Kokonor (huidig Qinghai), droeg Gashi Pandita oproerleider Trashi en zijn aanhangers over hem over, die hen na een verhoor en foltering op een gruwelijke manier liet executeren.
In 1751 nam de dalai lama de volledige wereldlijke en spirituele macht weer over en stelde naast Gashi Pandita ook Dokhar Tsering Wangyal, Tönpa Sricho Tseten en de monnik Nyima Gyaltsen aan als minister in de kashag.

### Kham-missie
In 1780 zond de eerste Tsemönling rinpoche, Ngawang Tsültrim, Gashi Pandita uit naar de provincie Kham, waar lokale leiders hun macht uitbreidden in Litang, Markham en Gojo, ofwel de macht inperkten van de regering van Tibet. Gashi Pandita bracht twee jaar door in het gebied.